# کیلیچ‌کایا (آیدین‌تپه)
کیلیچ‌کایا (به ترکی استانبولی: Kılıçkaya) (به کردی: Çençûla Jorîn) یک منطقهٔ مسکونی در ترکیه است که در آیدین‌تپه واقع شده‌است. کیلیچ‌کایا ۶۲ نفر جمعیت دارد.